# پروستاگلاندین اچ۲
پروستاگلاندین اچ۲ (به انگلیسی: Prostaglandin H2) با فرمول شیمیایی C۲۰H۳۲O۵ یک ترکیب شیمیایی با شناسه پاب‌کم ۴۴۵۰۴۹ است. که جرم مولی آن ۳۵۲٫۴۶۵ g/mol می‌باشد. 